# William Bridgeman (minister)
William Clive Bridgeman (ur. 31 grudnia 1864 w Londynie, zm. 14 sierpnia 1935 w Leigh Manor) – brytyjski polityk, członek Partii Konserwatywnej, minister w rządach Andrew Bonar Lawa i Stanleya Baldwina.

## Życiorys
Był synem wielebnego Johna Roberta Orlando Bridgemana (trzeciego syna 2. hrabiego Bradford) i Marianne Caroline Clive, córki Williama Clive’a. Wykształcenie odebrał w Eton College oraz w Trinity College na Uniwersytecie Cambridge. W 1889 r. został aysystentem prywatnego sekretarza ministra kolonii lorda Knutsforda (był nim do 1892 r.), a następnie kanclerza skarbu Michaela Hicksa-Beacha (w latach 1895–1897). W 1897 r. został członkiem londyńskiej rady szkolnictwa. W 1904 r. wybrano go do rady hrabstwa Londyn. W 1906 r. został wybrany do Izby Gmin jako reprezentant okręgu Oswestry.
W 1911 r. Bridgeman został whipem opozycji, a od 1915 r. był whipem rządowym. W latach 1915–1916 był lordem skarbu oraz asystentem dyrektora w Ministerstwie Handlu Wojennego. W 1916 r. został parlamentarnym sekretarzem w Ministerstwie Pracy, a w 1919 r. objął analogiczne stanowisko przy Zarządzie Handlu. W latach 1920–1922 był sekretarzem ds. kopalń. 13 października 1920 r. został członkiem Tajnej Rady. W latach 1922–1924 był ministrem spraw wewnętrznych, a w latach 1924–1929 pierwszym lordem Admiralicji.
Bridgeman zrezygnował z miejsca w Izbie Gmin w 1929 r. W tym samym roku otrzymał tytuł 1. wicehrabiego Bridgeman i zasiadł w Izbie Lordów. W kolejnych latach był przewodniczącym wielu komisji i komitetów. W 1935 r. był krótko prezesem BBC. Był również sędzią pokoju i zastępcą Lorda Namiestnika Shropshire. W 1930 r. został honorowym doktorem prawa Uniwersytetu Cambridge.

## Życie prywatne
30 kwietnia 1895 r. w Eccleston poślubił Caroline Beatrix Parker (1875–1961), córkę Cecila Thomasa Parkera i Rosamond Longley, córki Charlesa T. Longleya. William i Caroline mieli razem trzech synów i córkę:
- Robert Clive Bridgeman (1896–1982), 2. wicehrabia Bridgeman
- Geoffrey John Orlando Bridgeman (1898–1974)
- Anne Bridgeman (23–24 lipca 1900)
- Maurice Richard Bridgeman (1904–1980)